# Дејвид Провал
Дејвид Арон Провал (енгл. David Aaron Proval; рођен 20. маја 1942. у Бруклину, Њујорк), амерички је филмски, ТВ и гласовни глумац. Познат првенствено по улогама Тонија у филму Мартина Скорсезеа Улице зла и Ричија Априла у телевизијској серији Породица Сопрано. Поред тога, глумио је у филмовима као што су Фантом, Бекство из Шошенка (улога Снуза), Кец из рукава (Виктор Падич), Тата и син (Турк), Четири собе (Зигфрид) и многи други.